# Marthanella nidulosa
Marthanella nidulosa är en svampart som beskrevs av States & Fogel 1999. Marthanella nidulosa ingår i släktet Marthanella, ordningen Boletales, klassen Agaricomycetes, divisionen basidiesvampar och riket svampar.   Inga underarter finns listade i Catalogue of Life.